# فلاديمير كولاكوف (مؤرخ)
فلاديمير كولاكوف (بالروسية: Владимир Иванович Кулаков)‏ (و. 1948  م) هو مؤرخ، وعالم آثار، ومدرس، وصحفي الرأي، وعالم، ومختص في الدراسات القروسطية ‏ من الاتحاد السوفيتي، وروسيا، ولد في موسكو.

## التعليم
تعلم في جامعة موسكو الحكومية (1967–1972)، وتعلم في كلية التاريخ في جامعة موسكو الحكومية ‏
.